# PostFinance Top Scorer

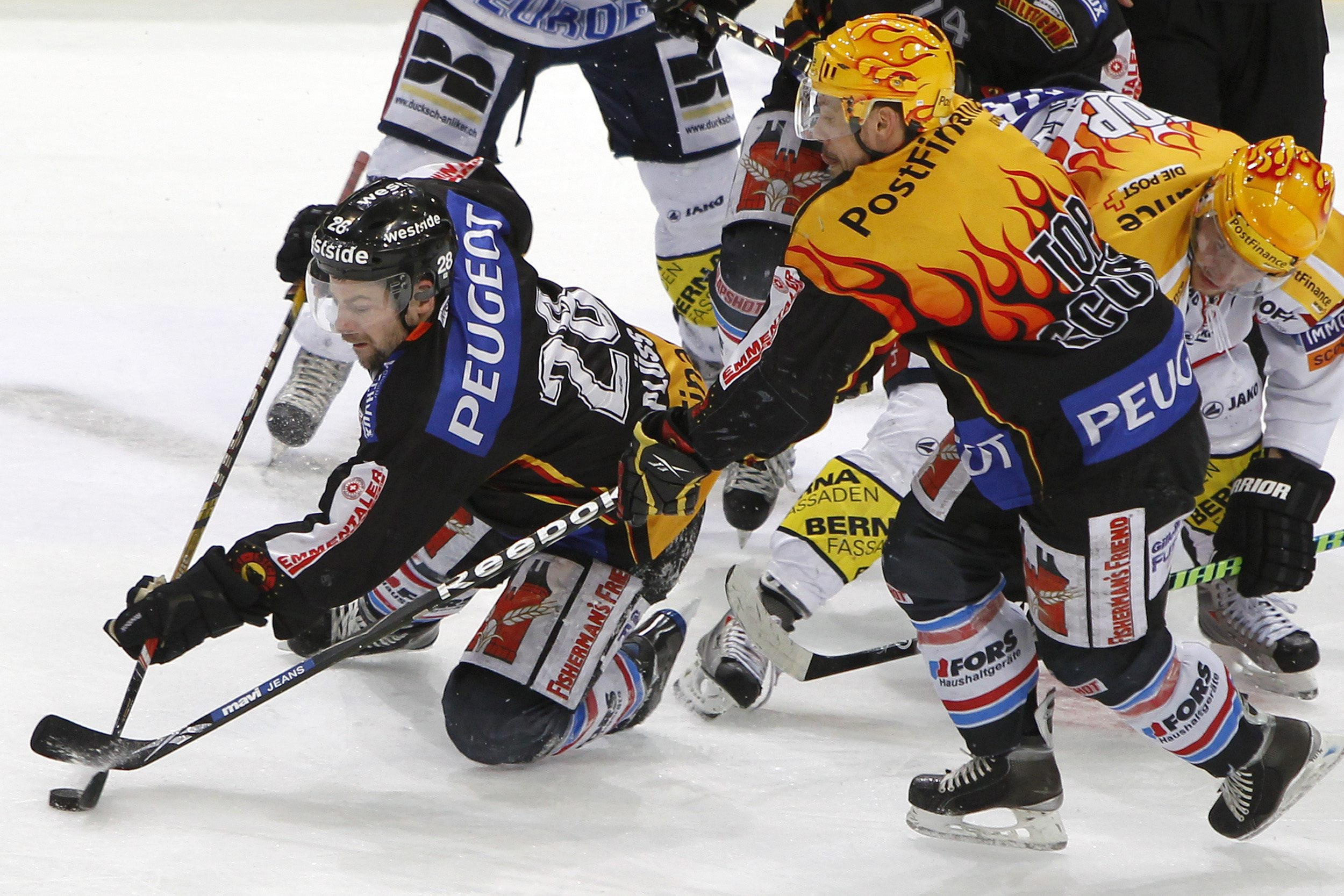
Ivo Rüthemann, PostFinance Top Scorer del campione svizzero 2009/10 SC Bern.

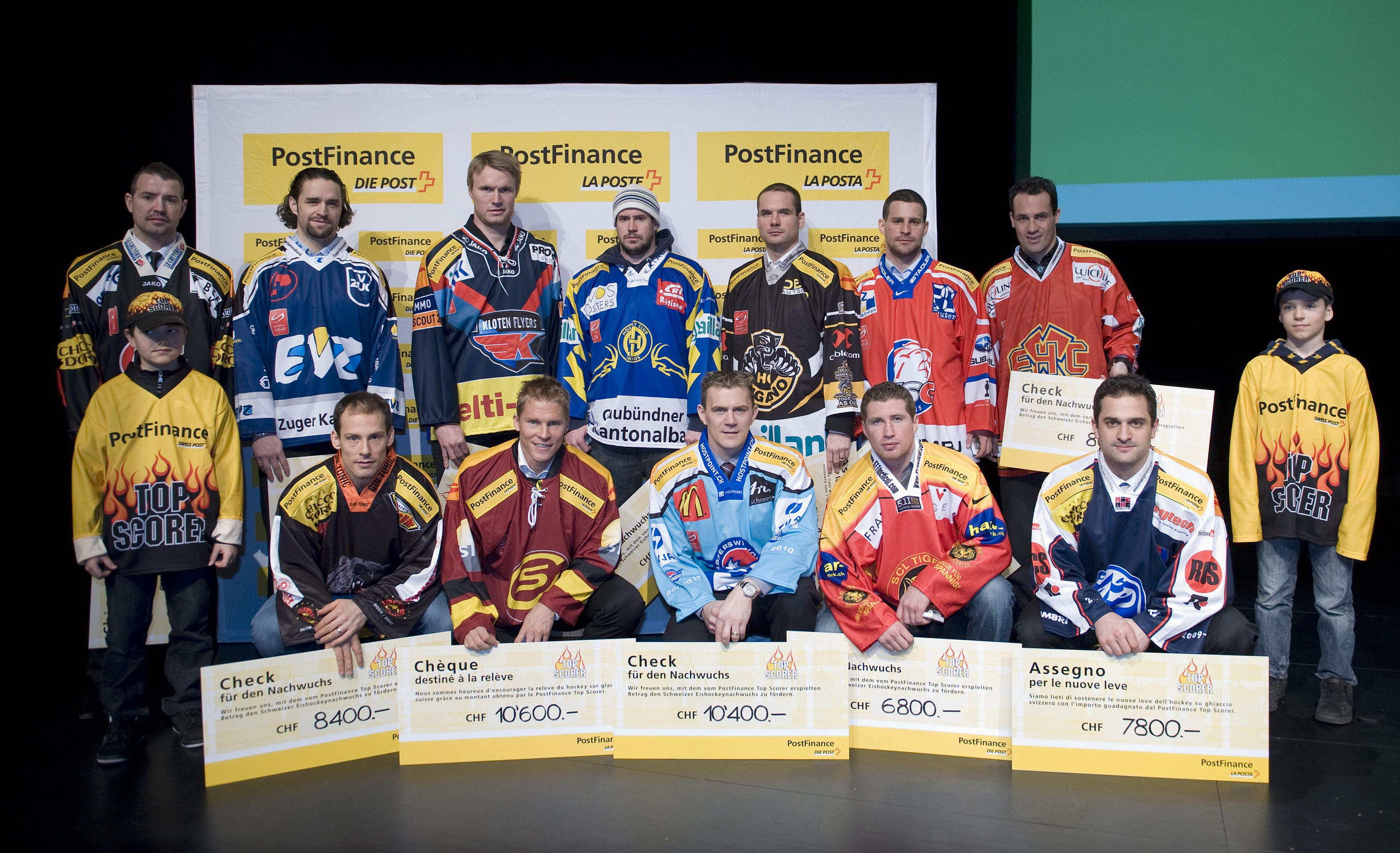
I dodici Top Scorer della National League A alla premiazione 2009/10.

Viene eletto PostFinance Top Scorer alla fine della stagione il giocatore di hockey su ghiaccio che ha totalizzato il maggior numero di reti e assist (punti) per la sua squadra durante la stagione regolare della National League Svizzera NL A e NL B. Il Top Scorer in carica di ciascuna squadra indossa un casco e una maglia con le fiamme gialle.
Il miglior marcatore di tutta la lega viene eletto PostFinance Top Scorer della NL A o NL B dopo il girone di qualificazione.

## Scopo
Il concetto «PostFinance Top Scorer» è stato introdotto nella stagione 2002/2003. Con questo programma PostFinance intende promuovere in modo diretto e costante le giovani leve dell'hockey su ghiaccio svizzero. Per ogni punto conquistato dal suo PostFinance Top Scorer, il settore giovanile di ogni club riceve rispettivamente 200 franchi (NL A) e 100 franchi (NL B).
La Swiss Ice Hockey Association riceve lo stesso importo da PostFinance per le squadre giovanili. I premi «PostFinance Top Scorer» sono vincolati e possono essere utilizzati esclusivamente per la promozione di talenti e la formazione nel settore giovanile.
Grazie all'impegno «Top Scorer» di PostFinance, dalla stagione 2002/2003 sono stati devoluti a sostegno delle giovani leve dell'hockey svizzero 2,8 milioni di franchi.

## I PostFinance Top Scorer della NL A
| Stagione | Nome               | Club             | Punti    | CHF          |
| -------- | ------------------ | ---------------- | -------- | ------------ |
| 2014/15  | Fredrik Pettersson | Lugano           | 69 punti | CHF 13'800.- |
| 2013/14  | Matthew Lombardi   | Ginevra-Servette | 50 punti | CHF 10'000.- |
| 2012/13  | Linus Omark        | Zugo             | 69 punti | CHF 13'800.- |
| 2011/12  | Damien Brunner     | Zugo             | 60 punti | CHF 12'000.- |
| 2010/11  | Glen Metropolit    | Zugo             | 53 punti | CHF 10'600.- |
| 2009/10  | Randy Robitaille   | Lugano           | 65 punti | CHF 13'000.- |
| 2008/09  | Juraj Kolník       | Ginevra-Servette | 72 punti | CHF 14'400.- |
| 2007/08  | Erik Westrum       | Ambrì-Piotta     | 72 punti | CHF 14'400.- |
| 2006/07  | Simon Gamache      | Berna            | 66 punti | CHF 13'200.- |
| 2005/06  | Glen Metropolit    | Lugano           | 66 punti | CHF 13'200.- |
| 2004/05  | Randy Robitaille   | ZSC Lions        | 67 punti | CHF 13'400.- |
| 2003/04  | Ville Peltonen     | Lugano           | 72 punti | CHF 14'400.- |
| 2002/03  | Petteri Nummelin   | Lugano           | 57 punti | CHF 11'400.- |